# Magyar Történelmi Társulat

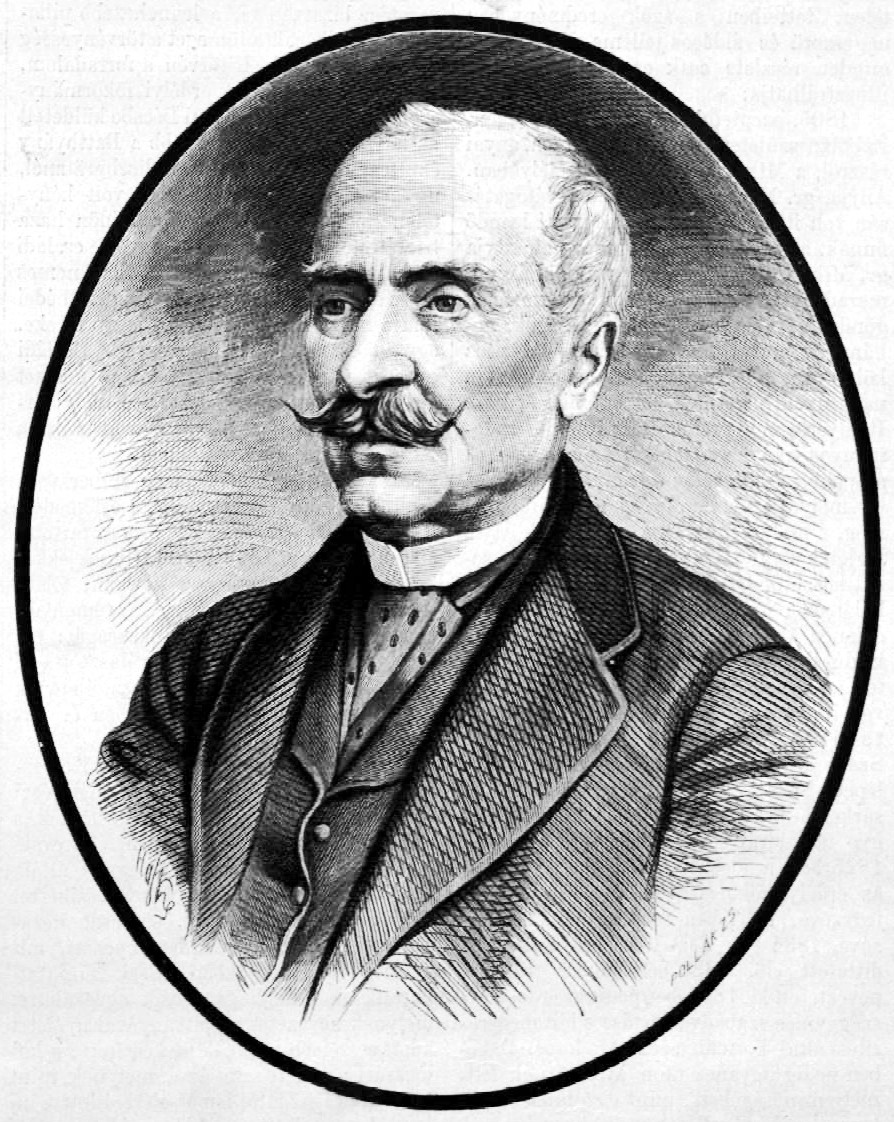
Gróf Mikó Imre arcképe, Pollák Zsigmond metszete, 1876

A Magyar Történelmi Társulat a legkorábban (1867-ben) alapított, ma is működő tudományos társulat Magyarországon. Politikamentes szellemiségre törekszik. A történettudomány területén – a Magyar Tudományos Akadémia, mint első számú tudományos köztestületünk mellett – a legrégibb és legnagyobb hagyományokkal rendelkezik. A magyar történészek, történetírók, történelemtanárok és a történelem iránt érdeklődők központi társadalmi szervezete.

## Céljai
- a hazai történettudomány művelése, népszerűsítése, levéltári kutatások rendezése, valamint a hazai történelmi források kiadása céljából politikamentes szellemiségének megfelelően,
- a magyar – és lehetőségei szerint az egyetemes – történettudomány újabb kutatási eredményeinek minél szélesebb körben történő ismertetése
- hagyományos célja, hogy a magyar történelem kutatóit, oktatóit és a történelem iránt érdeklődőket összefogó, érdekeiket védelmező és képviselő nagy, informális „céhhé” váljon.[1]

## Jelmondata
Emlékezzünk régiekről!"

## Története

### Alapítása
Az első értekezletet ez ügyben 1867. február 2-án Ipolyi Arnold hívta össze. Itt beszélték meg a társulat alakításának módozatait s küldtek ki egy bizottságot (Thaly Kálmán, Ipolyi, Pesty, Rómer Flóris) az alapszabályok kidolgozására. Az első közgyűlést 300 taggal május 15-én tartották a Magyar Tudományos Akadémia üléstermében, amelyen megvitatták és elfogadták az alapszabályokat. A június 13-án tartott második közgyűlésen felolvasták a belügyminiszter által jóváhagyott alapszabályokat, és megválasztották a vezetőséget. Az elnök gróf Mikó Imre, a másodelnök Horváth Mihály, harmadelnök Ipolyi Arnold lett. Megválasztottak továbbá 45 választmányi tagot. Ezzel a társulat megkezdte működését.

### A 19. század második felében
Az első titkár Thaly Kálmán volt, ugyanő lett szerkesztője a Társulat 1867. júliusban megindított szakfolyóiratának, a Századoknak is 1875-ig, amikor Szilágyi Sándor váltotta fel. Könyv- és levéltári kutatások céljából a történelmi kirándulások rendezését is ügykörébe vonta a Társulat, amelyeket kezdetben minden évben, később háromévenként tartottak. Első volt a kolozsvári, ezt követte a hontvármegyei 1869., avasvármegyei 1870., zemplén-ungi 1873., a zólyom-besztercebányai stb. kirándulás, amelyek során több mint 134 levéltárat kutattak át a társulat tagjai, miközben több nevezetes irodalmi felfedezést is tettek, így egy ilyen kirándulás alkalmával fedezték fel 1871. Csicseren a Szabács viadala című, 1473-ban írt magyar költeményt, 1874-ben Zólyom-Radványban Balassi Bálint ismeretlen költeményeit, amelyeknek kiadásáról is a társulat gondoskodott (1879).
A Társulat alapításától kezdve tudományos és társadalmi téren is jelentős szerepet játszott. Tagjai a kezdetektől fogva – igen szoros együttműködésben a Magyar Tudományos Akadémiával – meghatározó szerepet vállaltak a levéltári kutatásokban, a legfontosabb történeti iratokat közzétevő forráskiadványok összeállításában, valamint a Magyarország történetének korszakait bemutató nagy tudományos és népszerűsítő összefoglalók (például a millenniumi tízkötetes magyar történet) elkészítésében. A Társulat tevékenységi köre kiterjedt a történettudomány teljes területére mind időben (a legrégibb koroktól kezdve a 20. századig), mind tematikailag (a történelem és segédtudományai), ami még napjainkban is tükröződik a különféle tagozataiban. A Társulat jelentős társadalmi szerepét a rendszeresen tartott budapesti és vidéki konferenciák, előadások, sőt tudományos céllal vezetett kirándulások mellett jól jelezte egyre növekvő (az 1880-as években már kb. 1850 fős) taglétszáma is.

### A 20. század első felében
A Társulat a 19-20. század fordulóján egyre nagyobb nehézségekkel küszködött (anyagi problémák, csökkenő taglétszám, a vándorgyűlések elmaradása stb.). Új korszakot nyitotta Társulat életében Klebelsberg Kuno 1917-től 1932-ig tartó elnöksége. Klebelsberg kultúrpolitikája és szervezőtevékenysége idején ismét fellendültek a levéltári kutatások (különösen a bécsi), újra nagyobb számban jelentek meg forráskiadványok, immáron nem csupán a közép-, hanem az újabb és legújabb korra vonatkozóan is. Nagyobb monografikus összefoglalók és tanulmánykötetek kiadására a társulat ebben az időben már ritkábban vállalkozott, de A Magyar Történettudomány Kézikönyve sorozatban 1934-ig mégis sikerült 13 kötetet megjelentetnie, továbbá 1939 és 1942 között kiadta a Magyar művelődéstörténet című sorozat 5 kötetét is. Bár a Társulat a két világháború között társadalmi szerepéből fokozatosan veszített, ennek ellenére a magyar történettudományban továbbra is meghatározó szervező és irányító szerepet játszott.

### A második világháború után
A második világháború után – az MTA Történettudományi Intézetével való együttműködésben – a Társulatnak sikerült megőriznie fontos szerepét, bár forráskiadó szerepe csökkent. Jelentősen erősödött viszont – részben politikai okokból – társadalmi szerepe, elsősorban népszerűsítő kiadványainak, újabb vidéki szervezetek és tagozatok alapításának, valamint (a Tudományos Ismeretterjesztő Társulattal együtt) a történelemtanárok képzésébe és a tudományos nagyközönség rendszeres tájékoztatásába való bekapcsolódásának köszönhetően.

## A 21. században
Az új évezredre esett az az 1999-ben kitűzött cél, hogy a társaság felújította a konferenciák és vándorgyűlések régi hagyományát a különböző jelentős évfordulókhoz kapcsolódva, mellette pedig havi rendszerességgel előadássorozatot indított „Múltunk kritikus kérdései” címmel. valamint a Századok folyóirat modernizálása is ekkor kezdődött.
Ennek jegyében a társulat 2017. május 15-én ünnepelte a 150 éves évfordulóját, amelyről konferenciával emlékeztek meg 2017. december 6-án a Magyar Tudományos Akadémia székházában Magyar Történelmi Társulat szerepe a tudományirányításban. Hét társulati elnök címmel.

## Szervezeti felépítése
- A társulat tagsága:

1. Rendes tagok
2. Pártoló tagok
3. Tiszteleti tagok

- A társulat vezető szervei:

1. Közgyűlés: a társulat legfőbb testületi szerve, évente ülésezik és az ülései nyilvánosak, amelyen minden tag részt vehet tanácskozási és indítványozási joggal, de szavazásra csak a rendes tagok jogosultak, és minden, a társulatot érintő ügyben jogosult dönteni. Tisztújító közgyűlést legalább négy évente esedékes összehívni.
2. Igazgatóválasztmány: két közgyűlés között a társulatot irányítja, a közgyűlés évi üléseinek rendjét szabályozza. 20 tagja van, akiket a közgyűlés titkos szavazással választ.
3. Elnökség: kilenc tagból áll: az elnök, az öt alelnök, akik közül az egyik ügyvezetőként az elnök közvetlen helyettese, a főtitkár, a Századok szerkesztőbizottsági elnöke és felelős szerkesztője. Az igazgatóválasztmány ülései között vezeti a társulatot, egy évben legalább kétszer ül össze, és a közgyűlést jogosult összehívni.
4. Titkárság: hat tagja van: a főtitkár és öt titkár, akik közül az egyik a főtitkárhelyettesi pozíciót tölti be. A főtitkár irányítja, minden évben legalább két alkalommal ülésezik. A társulat aktuális teendőit végzi.

### Szervezeti egységei
1. Területi csoportok: regionális vagy megyei alapon szervezett egységek (Borsod-Abaúj-Zemplén megyei Csoport, Dél-alföldi Csoport, Dél-dunántúli Csoport, Hajdú-Bihar megyei Csoport, Heves megyei Csoport, Kelet-dunántúli Csoport, Nyugat-dunántúli Csoport, Szabolcs-Szatmár-Bereg megyei Csoport)
2. Szakosztályok: ágazati alapon szervezett egységek (Információtörténeti Szakosztály, Doktorandusz Szakosztály, Vekerdy László Szakosztály).
3. Tagozatok: Egyháztörténeti Tagozat, Környezettörténeti Tagozat, Nőtörténeti Tagozat, Tanári Tagozat.

### Elnökei
| Hivatali ideje | Elnök            |
| -------------- | ---------------- |
| 1867 – 1876    | Mikó Imre gróf   |
| 1877 – 1878    | Horváth Mihály   |
| 1878 – 1886    | Ipolyi Arnold    |
| 1887 – 1888    | Kemény Gábor     |
| 1889 – 1894    | Szécsen Antal    |
| 1894 – 1913    | Teleki Géza      |
| 1913 – 1916    | Thallóczy Lajos  |
| 1917 – 1932    | Klebelsberg Kuno |
| 1933 – 1944    | Hóman Bálint     |
| 1946 – 1949    | Eckhart Ferenc   |
| 1949 – 1958    | Andics Erzsébet  |
| 1958 – 1966    | Molnár Erik      |
| 1967 – 1975    | Ember Győző      |
| 1975 – 1982    | Berend T. Iván   |
| 1982 – 1985    | Makkai László    |
| 1986 – 1990    | Balogh Sándor    |
| 1991 – 1999    | Diószegi István  |
| 1999 – 2007    | Kosáry Domokos   |
| 2007 – 2015    | Orosz István     |
| 2015 – 2023    | Hermann Róbert   |
| 2023 –         | Fodor Pál        |

### A társaság aktuális vezetése
| Fodor Pál           | elnök                                     |
| Ablonczy Balázs     | főtitkár                                  |
| A. Sajti Enikő      | alelnök                                   |
| Bagi Dániel         | alelnök                                   |
| Bárány Attila       | alelnök                                   |
| F. Romhányi Beatrix | alelnök                                   |
| Szovák Kornél       | alelnök                                   |
| G. Etényi Nóra      | főtitkárhelyettes                         |
| Csukovits Enikő     | a Századok szerkesztőbizottságának elnöke |

## Kiadványai
A Társulat kezdettől fogva számos könyvsorozatot és folyóirat indított, számos forráskiadványt publikált.
- Magyar Történeti Életrajzok
- A Magyar Történettudomány Kézikönyve
- A Magyar Történelmi Társulat Könyvei

### Történelmi tár és Történeti életrajzok
A társulat a Századok mellett 1885-ben a Magyar Tudományos Akadémia segélyezésével megindította a történeti anyag közlése céljából a Magyar Történelmi Tár (1856-1877) helyébe lépő Történelmi tár évnegyedes folyóiratot. 1885 után Történeti életrajzok címen történeti monográfiákat is kiadtak, melyek többek között Mária királynő, Zay Ferenc, Széchy Mária (II.) Forgách Zsigmond, Pázmány Péter, Kun László, (III.) Rákóczi Zsigmond, Bekes Gáspár, Béldi Pál, Nyáry Krisztina, (IV.) Thurzó Imre, Thököly Imre, Csák Máté, (V.) Bakócz Tamás, Maylád I., (VI.) Bethlen Gábor, Mátyás király, (VII.) Kovacsóczy Farkas, II. Rákóczi György, (VIII.) Nagy Lajos király, (IX.) Weiss Mihály, I. Rákóczi György, (X) Gvadányi József, Corvin János, (XI) Esterházy Pál és Zrínyi Miklós költő életrajzait közölték. Emellett 1895-ben népszerű felolvasások rendezését kezdték meg, amelyeket külön füzetekben ki is adtak.

### Forráskiadványok
A társulat forráskiadványai: Hazai okmánytár, I. köt. (1879), A Zichy-család okmánytára I-VIII., Nagy Imre, újabban (6. és 8. köt.) Kammerer Ernő szerkesztésében (1871-95). A széki gróf Teleki-család oklevéltára I., II. Barabás S. szerkesztésében (1895).

### Házi történelmünk emlékei
Egy másik nagy vállalkozása a Házi történelmünk emlékei következő négy osztállyal: 1. Udvartartás és számadás-könyvek. 2. Régi magyar szakácskönyvek. 3. Leltárak és hozományjegyzékek. 4. Házi orvoskönyvek. Szerk. Radvánszky Béla br. Eddig megjelent kötetei: Bethlen Gábor fejedelem udvartartása (1888) és Régi magyar szakácskönyvvek (1893). Pályadíjak kitűzésével is hatott a történettudomány fejlesztésére s Csánky Dezső, I. Mátyás király udvara, Corvin János életrajza stb. ezeknek köszönik létrejöttüket.

### Századok
A tagság számára már az interneten digitalizálva is elérhető az 1867 óta kiadásra kerülő Századok. 2007-ben DVD-n is megjelentek az addig évfolyamok számai.